# Xenoserica sindhensis
Xenoserica sindhensis är en skalbaggsart som beskrevs av Ahrens 2000. Xenoserica sindhensis ingår i släktet Xenoserica och familjen Melolonthidae. Inga underarter finns listade i Catalogue of Life.